# Индийско еленче
Индийско еленче (Moschiola indica) е вид бозайник от семейство Мишевидни елени (Tragulidae).

## Разпространение и местообитание
Разпространен е в Индия.